# Sainte-Mère-Église
Sainte-Mère-Église is een gemeente in het Franse departement Manche in de regio Normandië. De plaats maakt deel uit van het arrondissement Cherbourg-Octeville. Sainte-Mère-Église telde op 1 januari 2022 2.910 inwoners.

## Geschiedenis

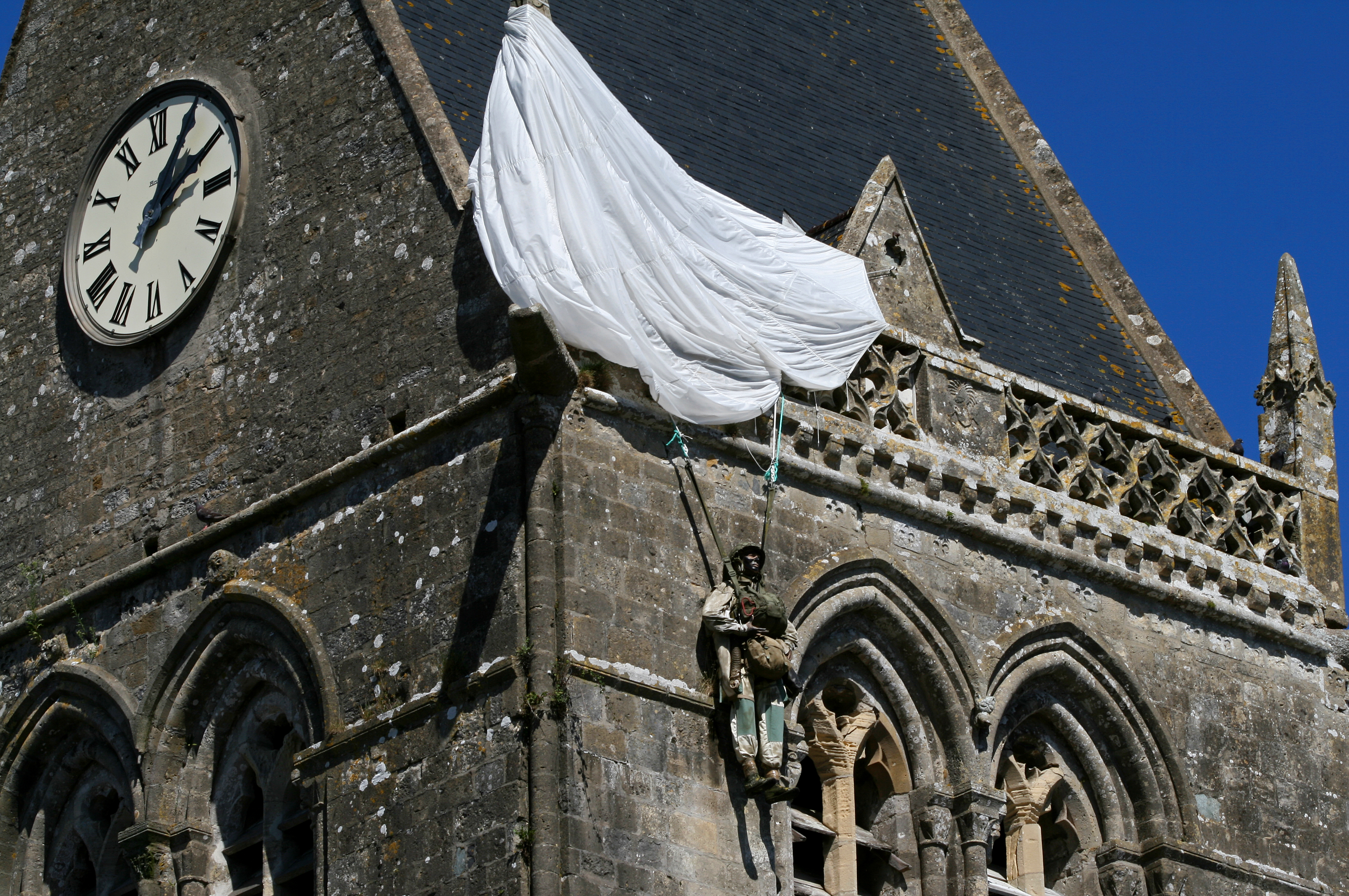
Parachutistengedenkteken.

Sainte-Mère-Église werd op 6 juni 1944 bevrijd door luchtlandingstroepen van de 82ste divisie. Er staat een museum gewijd aan de parachutisten die voor de invasie in het gebied sprongen. Ook hangt aan de kerk een parachutistenpop, ter herinnering aan parachutist John Steele, die met zijn parachute aan de toren bleef hangen. Hij werd onder vuur genomen door de Duitsers en overleefde door zich dood te houden. Om voor toeristen de parachutistenpop goed zichtbaar te maken is besloten deze aan de zijkant te hangen. Echter hing de echte parachutist aan de voorkant.

## Geografie

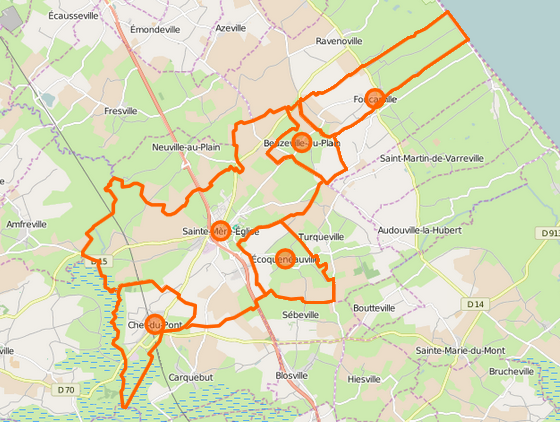
Situatie in 2016

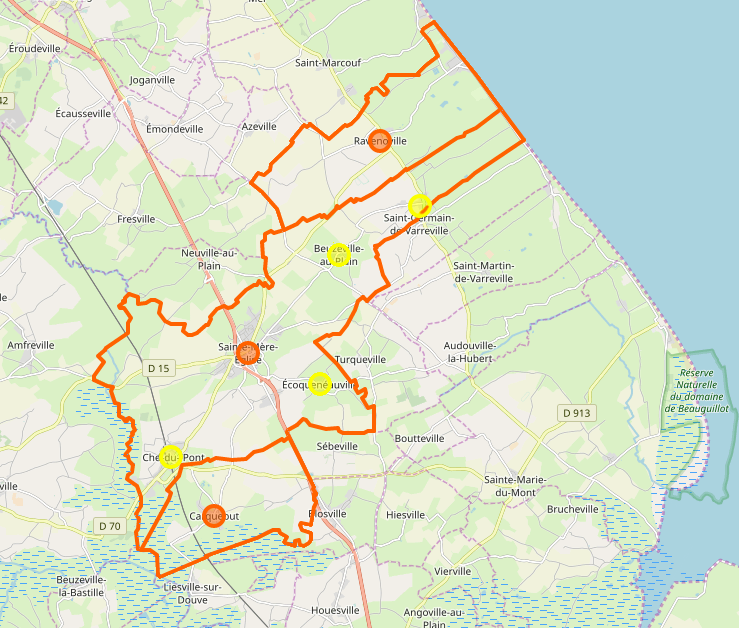
Situatie in 2019

De oppervlakte van Sainte-Mère-Église bedraagt 52,27 vierkante kilometer; Op 1 januari 2022 was de bevolkingsdichtheid 55,7 inwoners per km². Dit is sinds de buurgemeenten Beuzeville-au-Plain, Chef-du-Pont, Écoquenéauville en Foucarville werden opgeheven en als communes déléguées werden opgenomen in de gemeente Sainte-Mère-Église. De gemeente had in 2008 nog 1629 inwoners, in 2013 hadden Sainte-Mère-Église en de vier op 1 januari 2016 opgenomen gemeenten in totaal 2588 inwoners. Op 1 januari 2019 werden ook de gemeente Carquebut en Ravenoville opgenomen in de commune nouvelle.

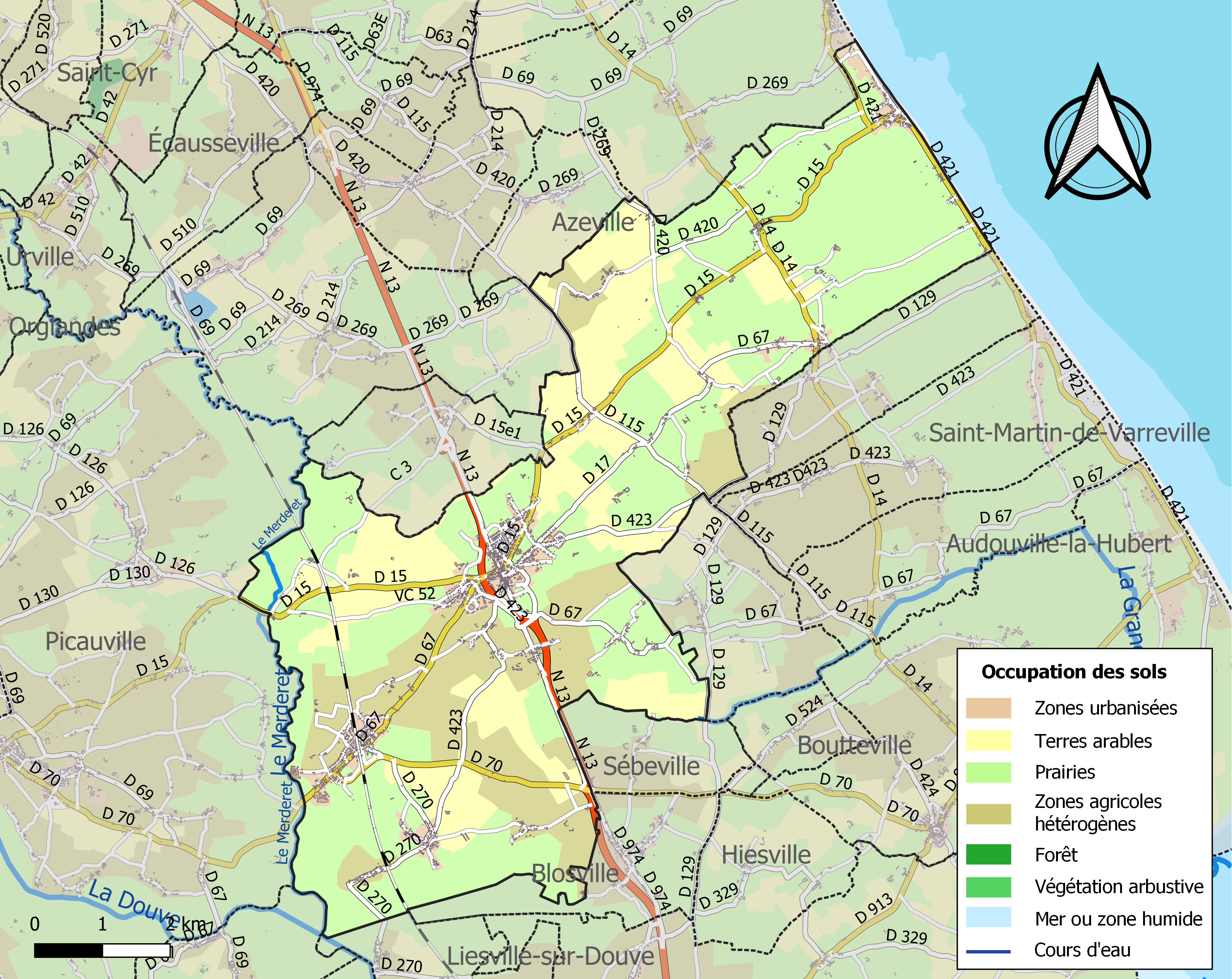
Kaart van de gemeente met de belangrijkste infrastructuur, bodemgebruik en omliggende gemeenten

## Demografie
Onderstaande figuur toont het verloop van het inwonertal.

## Overleden
- Wilhelm Falley (1897-1944), Duitse luitenant-generaal

Beuzeville-au-Plain · Carquebut · Chef-du-Pont · Écoquenéauville · Foucarville · Ravenoville · Sainte-Mère-Église
Appeville · Audouville-la-Hubert · Auvers · Baupte · Beuzeville-la-Bastille · Blosville · Boutteville · Carentan les Marais · Carquebut · Catz · Hiesville · Liesville-sur-Douve · Méautis · Neuville-au-Plain · Picauville · Ravenoville · Saint-André-de-Bohon · Sainteny · Sainte-Marie-du-Mont · Sainte-Mère-Église · Saint-Georges-de-Bohon · Saint-Germain-de-Varreville · Saint-Hilaire-Petitville · Saint-Martin-de-Varreville · Sébeville · Turqueville · Vierville